# Armoriale dei comuni del Doubs
Questa pagina contiene le armi (stemma e blasonatura) dei comuni del Doubs.
| Stemma | Nome del comune e blasonatura |
| ------ | --- |
|        | Autechaux-Roide Parti de gueules et d'or, à la roue de moulin de l'un en l'autre (partito di rosso e d'oro, alla ruota da molino dell'uno all'altro) |
|        | Avanne-Aveney D'or à trois quintefeuilles de gueules (d'oro, a tre cinquefoglie di rosso) |
|        | Besançon D'or, à l'aigle de sable tenant de ses serres deux colonnes de gueules brochant sur les ailes (d'oro, all'aquila di nero, tenente con gli artigli due colonne di rosso, attraversanti sulle ali) |
|        | Blamont D'argent à trois monts d'azur (d'argento, a tre monti d'azzurro) |
|        | Chaffois Losangé d'or et d'azur à la fasce d'argent brochant sur le tout (losangato d'oro e d'azzurro, alla fascia d'argento attraversante sul tutto) |
|        | Doubs Palé d'or et de gueules (palato d'oro e di rosso) |
|        | Étouvans Parti au pal diminué de sable, au premier de gueules à deux bars adossés d'argent, au deuxième d'azur à deux clefs d'or en sautoir aux pannetons tournés vers l'extérieur et vers le haut, surmontées d'une fleur de lys d'argent aussi (partito: nel 1º di rosso, a due barbi addossati d'argento; nel 2º d'azzurro, a due chiavi decussate d'oro, con i congegni rivolti all'esterno e verso l'alto, sormontate da un giglio pure d'argento; al palo diminuito di nero, attraversante sulla partizione) |
|        | Frasne D'or chargé en chef d'un écusson de gueules à la bande d'or et en flancs de deux sapins de sinople fusté de sable, à la champagne ondée d'azur (d'oro, caricato nel capo di uno scudetto di rosso alla banda d'oro, e nei fianchi da due abeti di verde, fustati di nero, alla campagna ondata d'azzurro) |
|        | Grand'Combe-Châteleu De gueules au rucher d'or accompagné de douze abeilles d'or aussi (di rosso, all'alveare d'oro, accompagnato da dodici api dello stesso) |
|        | Hérimoncourt De gueules au griffon à ailes de chauve-souris d'or, dans une orle de même (di rosso, al grifone con le ali da pipistrello d'oro, con un orlo dello stesso) |
|        | Laviron D'or à la fasce d'azur, à la cotice de sable brochant sur le tout (d'oro, alla fascia d'azzurro, alla cotissa di nero attraversante sul tutto) |
|        | Longevelle-sur-Doubs De gueules à la cotice d'or et au canton d'azur (di rosso, alla cotissa d'oro e al cantone d'azzurro) |
|        | Malbuisson Écartelé : au premier et au quatrième tranché d'argent et de sinople au tourteau-besant tranché d'azur et d'argent brochant sur la partition ; au deuxième de gueules à la crosse d'argent mouvant de la pointe ; au troisième d'or au feu allumé de gueules (inquartato: nel 1º e 4º trinciato d'argento e di verde, al tortello bisante trinciato d'azzurro e d'argento attraversante sulla partizione; nel 2º di rosso, al pastorale d'argento movente dalla punta; nel 3º d'oro, al fuoco acceso di rosso) |
|        | Mandeure Tiercé en pairle, au premier d'argent à une abeille d'or, au deuxième d'azur à un bar d'argent, au troisième de gueules à un bar d'or, les deux bars posés adossés (interzato in pergola: nel 1º d'argento, all'ape d'oro; nel 2º d'azzurro, al barbo d'oro; nel 3º di rosso, al barbo d'oro; i due barbi addossati) |
|        | Montbéliard À la croix d'argent chargée d'une étoile d'azur à six rais et cantonnée au premier et au quatrième d'or à trois demi-ramures de cerf de sable en pal, au deuxième et au troisième de gueules à deux bars adossés d'or' (inquartato d'oro, a tre mezzi rami di cervo di nero ordinati in palo, e di rosso, a due barbi addossati d'oro; alla croce d'argento attraversante caricata in cuore da una stella a sei raggi d'azzurro) |
|        | Montmahoux De gueules à la bande d'or, au mont de sinople chargé d'une clef d'or et sommé d'une tour donjonnée d'argent, l'ensemble brochant sur le tout, la tour ouverte et ajourée de gueules, la porte munie de deux vantaux ouverts d'or laissant sortir un loup passant d'argent brochant dextre (di rosso, alla banda d'oro, al monte di verde, caricato di una chiave d'oro e cimato da una torre merlata d'argento, l'insieme attraversante sul tutto, la torre aperta e finestrata di rosso, la porta munita di due battenti aperti d'oro da cui esce un lupo passante d'argento, attraversante a destra) |
|        | Ornans Coupé, au premier d'azur semé de billettes d'or au lion du même brochant sur le tout, au second de gueules à une tour d'argent maçonnée de sable, ouverte et ajourée du champ (troncato: nel 1º d'azzurro seminato di plinti d'oro, al leone dello stesso, attraversante sul tutto; nel 2º di rosso, alla torre d'argento murata di nero, aperta e finestrata del campo) |
|        | Ouhans De gueules à la tour couverte girouettée d'argent, ouverte de sable, chaussé de sinople chargé à dextre d'une croix ancrée d'or et à senestre d'une main bénissante de gueules parée aussi d'or (Di rosso, alla torre coperta banderuolata d'argento e aperta di nero, calzato di verde caricato di una crocetta ancorata d'oro a destra, e da una mano benedicente di rosso, vestita d'oro, a sinistra) |
|        | Pierrefontaine-les-Varans écartelé : Au premier, de gueules au croissant d'argent, au deuxième et au troisième, d'or à la croix ancrée d'azur, au quatrième, de gueules à l'étoile d'argent (inquartato: nel 1º di rosso, al crescente d'argento; nel 2º e 3º d'oro, alla croce ancorata d'azzurro; nel 4º di rosso, alla stella d'argento) |
|        | Pirey Écartelé: au 1er d'or au chef de gueules, au 2e d'azur au sautoir d'or, au 3e de gueules à la bande d'or, au 4e d'or à la croisette de sinople; à la fleur de lis d'argent brochant sur le tout. (inquartato: nel 1° d'oro, al capo di rosso; nel 2° d'azzurro, al decusse d'oro; nel 3° di rosso, alla banda d'oro; nel 4° d'oro, alla crocetta di verde; al giglio d'argento, attraversante sulla partizione) |
|        | Présentevillers Chevronné de gueules et d'or (scaglionato di rosso e d'oro) |
|        | Saône D'or à la croix engrêlée soudée d'argent (d'oro, alla croce scanalata d'argento) |
|        | Seloncourt Coupé, au premier parti, au I d'azur à six triangles appointés d'or chargés chacun d'une billette de sable, au chef cousu de gueules chargé d'un autre triangle d'or chargé lui aussi d'une billette de sable, au II de sable à quatre bandes de gueules, à la roue dentée d'or entraînant une seconde roue dentée du même posée au canton dextre du chef ; au second tiercé en fasce ondé, au I d'argent plain, au II fascé ondé d'azur et d'argent de quatre pièces, au III d'azur plain, à la citrouille d'or tigée et feuillée de sinople brochant sur le tiercé (troncato: nel 1° partito, nel I d'azzurro, a sei triangoli appuntati d'oro, caricati ciascuno da un biglietto di nero, al capo cucito di rosso, caricato di un altro triangolo d'oro, caricato anch'esso da un biglietto di nero; nel II di nero, a quattro bande di rosso, alla ruota dentata d'oro, che ingaggia una seconda ruota dentata dello stesso, posta nel canton destro del capo; nel 2° interzato ondato in fascia: nel I d'argento pieno; nel II fasciato ondato d'azzurro e d'argento di quattro pezzi; nel III d'azzurro pieno; alla zucca d'oro, fustata e fogliata di verde, attraversante sull'interzato) (l'immagine, in realtà, riporta la seconda ruota dentata nel canton sinistro - e non destro - del capo) |
|        | Sochaux D'azur semé de billettes d'or au lion aussi d'or couronné du même, armé et lampassé de gueules, tenant une roue dentée de sable remplie de gueules, de laquelle est issante une barre de métal d'argent tordue en forme de S (D'azzurro, seminato di biglietti d'oro, al leone anch'esso d'oro, coronato dello stesso, armato e lampassato di rosso, tenente una ruota dentata di nero, riempita di rosso, dalla quale è uscente una sbarra di metallo d'argento ritorta sotto forma di S) |
|        | Verrières-de-Joux D'azur à la bande d'argent chargée de trois étoiles du champ (d'azzurro, alla banda d'argento caricata di tre stelle del campo) |
|        | Villers-le-Lac D'azur à l'ancre d'or (d'azzurro, all'ancora d'oro) |